# Alkylglycérone phosphate synthase
 (mars 2023).
Si vous disposez d'ouvrages ou d'articles de référence ou si vous connaissez des sites web de qualité traitant du thème abordé ici, merci de compléter l'article en donnant les références utiles à sa vérifiabilité et en les liant à la section « Notes et références ».
L'alkylglycérone phosphate synthase est une transférase qui catalyse la réaction :
1-acyl-dihydroxyacétone phosphate + alcool gras à longue chaîne  {\displaystyle \rightleftharpoons }  alkyl-dihydroxyacétone phosphate + anion d'acide gras à longue chaîne.
L'acide gras du substrat, lié à la dihydroxyacétone phosphate (DHAP) par une liaison ester, est remplacé par un alcool gras lié à la DHAP par une liaison éther.